# 裴漢
裴 漢（はい かん、514年 - 572年）は、西魏から北周にかけての政治家。字は仲霄。本貫は河東郡聞喜県。裴寛の弟。

## 経歴
裴静慮の子として生まれた。532年、員外散騎侍郎を初任とした。539年、大丞相府士曹行参軍となり、墨曹参軍に補任された。545年、李遠が弘農に駐屯すると、裴漢はその下で司馬となった。安東将軍・銀青光禄大夫・府都上士の位を加えられた。まもなく司車路下大夫に転じた。工部の郭彦や太府の高賓らとともに格令の議論に参加した。帥都督の位を加えられた。宇文護が北周の政権を掌握すると、裴漢はかれにへつらわず、8年のあいだ職任を変わらなかった。天和年間、司宗の孫恕や典祀の薛慎同らとともに八使となり、庶民生活を巡察した。570年、車騎大将軍・儀同三司の位を加えられた。572年、死去した。享年は59。晋州刺史の位を追贈された。
子の裴鏡民は、譚国公宇文会（宇文護の子）の下で記室参軍となった。後に宋王宇文實（明帝の子）の侍読を経て、記室となり、司録に転じた。578年に吏部上士となり、580年に春官府都上士となった。

## 伝記資料
- 『周書』巻34 列伝第26
- 『北史』巻38 列伝第26